# Joshua Brenet
Joshua Benjamin Brenet (Kerkrade, 20 marzo 1994) è un calciatore olandese, difensore dell'Al-Rayyan e della nazionale di Curaçao.

## Caratteristiche tecniche
terzino destro rapido e dalla spiccata propensione offensiva, pur difettando in fase difensiva si rende un elemento prezioso in zona gol per la sua capacità nel cross che soprattutto negli inserimenti offensivi, questa sua spiccata capacità è  facilitata dalla sua velocità, è dotato inoltre di un ottimo colpo di testa. Presenta qualche difficoltà in fase difensiva ma il suo essere rapido lo facilita nelle chiusure, elemento fondamentale per le ripartenze.

## Carriera

### Club
Ha esordito con la prima squadra del PSV in UEFA Europa League, nella partita Napoli-PSV (1-3) disputata il 6 dicembre 2012. Nella stagione successiva, aggregato alla prima squadra, esordisce in Eredivisie e nelle partite di qualificazione in UEFA Champions League e gioca 17 partite segnando 1 gol.
Il 10 aprile 2015 segna il suo primo gol in Eredivisie in PSV-Zwolle 3-1; in questa stagione con 18 presenze e 1 gol contribuisce alla vittoria finale del campionato.
Il 15 settembre 2024 viene acquistato dall'Al-Rayyan.

### Nazionale
Dopo aver giocato nelle selezioni Under-18 e Under-19, nel 2013 esordisce in Nazionale Under-21, totalizzando in tre anni, 11 presenze con tale selezione.
Il 9 novembre 2016 esordisce con la nazionale maggiore, entrando nella ripresa al posto di Davy Klaassen, nel corso dell'amichevole disputata contro il Belgio.

## Statistiche

### Presenze e reti nei club
Statistiche aggiornate al 12 giugno 2019.
| Stagione        | Squadra         | Campionato      | Campionato | Campionato | Coppe nazionali | Coppe nazionali | Coppe nazionali | Coppe continentali | Coppe continentali | Coppe continentali | Altre coppe | Altre coppe | Altre coppe | Totale | Totale |
| Stagione        | Squadra         | Comp            | Pres       | Reti       | Comp            | Pres            | Reti            | Comp               | Pres               | Reti               | Comp        | Pres        | Reti        | Pres   | Reti   |
| --------------- | --------------- | --------------- | ---------- | ---------- | --------------- | --------------- | --------------- | ------------------ | ------------------ | ------------------ | ----------- | ----------- | ----------- | ------ | ------ |
| 2012-2013       | PSV             | ED              | 0          | 0          | CO              | 0               | 0               | UEL                | 1                  | 0                  | -           | -           | -           | 1      | 0      |
| 2013-2014       | PSV             | ED              | 12         | 0          | CO              | 1               | 1               | UCL                | 4                  | 0                  | -           | -           | -           | 17     | 1      |
| 2014-2015       | PSV             | ED              | 18         | 1          | CO              | 2               | 0               | UEL                | 9                  | 0                  | -           | -           | -           | 29     | 1      |
| 2015-2016       | PSV             | ED              | 27         | 0          | CO              | 4               | 0               | UCL                | 7                  | 0                  | SO          | 1           | 0           | 39     | 0      |
| 2016-2017       | PSV             | ED              | 20         | 1          | CO              | 1               | 0               | UCL                | 4                  | 0                  | SO          | 1           | 0           | 26     | 1      |
| 2017-2018       | PSV             | ED              | 32         | 1          | CO              | 4               | 0               | UEL                | 2                  | 0                  | -           | -           | -           | 38     | 1      |
| Totale PSV      | Totale PSV      | Totale PSV      | 109        | 3          |                 | 12              | 1               |                    | 27                 | 0                  |             | 2           | 0           | 150    | 4      |
| 2018-2019       | Hoffenheim      | BL              | 14         | 2          | CG              | 2               | 1               | UCL                | 2                  | 0                  | -           | -           | -           | 18     | 3      |
| Totale carriera | Totale carriera | Totale carriera | 123        | 5          |                 | 14              | 2               |                    | 29                 | 0                  |             | 2           | 0           | 168    | 7      |

### Cronologia presenze e reti in nazionale
| Cronologia completa delle presenze e delle reti in nazionale ― Paesi Bassi | Cronologia completa delle presenze e delle reti in nazionale ― Paesi Bassi | Cronologia completa delle presenze e delle reti in nazionale ― Paesi Bassi | Cronologia completa delle presenze e delle reti in nazionale ― Paesi Bassi | Cronologia completa delle presenze e delle reti in nazionale ― Paesi Bassi | Cronologia completa delle presenze e delle reti in nazionale ― Paesi Bassi | Cronologia completa delle presenze e delle reti in nazionale ― Paesi Bassi | Cronologia completa delle presenze e delle reti in nazionale ― Paesi Bassi |
| Data                                                                       | Città                                                                      | In casa                                                                    | Risultato                                                                  | Ospiti                                                                     | Competizione                                                               | Reti                                                                       | Note                                                                       |
| -------------------------------------------------------------------------- | -------------------------------------------------------------------------- | -------------------------------------------------------------------------- | -------------------------------------------------------------------------- | -------------------------------------------------------------------------- | -------------------------------------------------------------------------- | -------------------------------------------------------------------------- | -------------------------------------------------------------------------- |
| 9-11-2016                                                                  | Amsterdam                                                                  | Paesi Bassi                                                                | 1 – 1                                                                      | Belgio                                                                     | Amichevole                                                                 | -                                                                          | 46’                                                                        |
| 13-11-2016                                                                 | Lussemburgo                                                                | Lussemburgo                                                                | 1 – 3                                                                      | Paesi Bassi                                                                | Qual. Mondiali 2018                                                        | -                                                                          | 43’                                                                        |
| Totale                                                                     |                                                                            | Presenze                                                                   | 2                                                                          |                                                                            | Reti                                                                       | 0                                                                          |                                                                            |

| Cronologia completa delle presenze e delle reti in nazionale ― Curaçao | Cronologia completa delle presenze e delle reti in nazionale ― Curaçao | Cronologia completa delle presenze e delle reti in nazionale ― Curaçao | Cronologia completa delle presenze e delle reti in nazionale ― Curaçao | Cronologia completa delle presenze e delle reti in nazionale ― Curaçao | Cronologia completa delle presenze e delle reti in nazionale ― Curaçao | Cronologia completa delle presenze e delle reti in nazionale ― Curaçao | Cronologia completa delle presenze e delle reti in nazionale ― Curaçao |
| Data                                                                   | Città                                                                  | In casa                                                                | Risultato                                                              | Ospiti                                                                 | Competizione                                                           | Reti                                                                   | Note                                                                   |
| ---------------------------------------------------------------------- | ---------------------------------------------------------------------- | ---------------------------------------------------------------------- | ---------------------------------------------------------------------- | ---------------------------------------------------------------------- | ---------------------------------------------------------------------- | ---------------------------------------------------------------------- | ---------------------------------------------------------------------- |
| 5-6-2024                                                               | Willemstad                                                             | Curaçao                                                                | 4 – 1                                                                  | Barbados                                                               | Qual. Mondiali 2026                                                    | -                                                                      |                                                                        |
| 8-6-2024                                                               | Oranjestad                                                             | Aruba                                                                  | 0 – 2                                                                  | Curaçao                                                                | Qual. Mondiali 2026                                                    | -                                                                      |                                                                        |
| 6-9-2024                                                               | St. George's                                                           | Saint Lucia                                                            | 2 – 1                                                                  | Curaçao                                                                | CONCACAF Nations League 2024-2025 - 1º turno                           | 1                                                                      | 59’                                                                    |
| 9-9-2024                                                               | St. George's                                                           | Curaçao                                                                | 4 – 0                                                                  | Saint-Martin                                                           | CONCACAF Nations League 2024-2025 - 1º turno                           | -                                                                      |                                                                        |
| 11-10-2024                                                             | Gros Islet                                                             | Grenada                                                                | 0 – 0                                                                  | Curaçao                                                                | CONCACAF Nations League 2024-2025 - 1º turno                           | -                                                                      | 71’                                                                    |
| 14-10-2024                                                             | Gros Islet                                                             | Curaçao                                                                | 1 – 0                                                                  | Grenada                                                                | CONCACAF Nations League 2024-2025 - 1º turno                           | -                                                                      |                                                                        |
| 15-11-2024                                                             | Willemstad                                                             | Saint-Martin                                                           | 0 – 5                                                                  | Curaçao                                                                | CONCACAF Nations League 2024-2025 - 1º turno                           | -                                                                      | 79’                                                                    |
| 18-11-2024                                                             | Willemstad                                                             | Curaçao                                                                | 4 – 1                                                                  | Saint Lucia                                                            | CONCACAF Nations League 2024-2025 - 1º turno                           | -                                                                      | 74’                                                                    |
| 6-6-2025                                                               | Oranjestad                                                             | Curaçao                                                                | 4 – 0                                                                  | Saint Lucia                                                            | Qual. Mondiali 2026                                                    | -                                                                      |                                                                        |
| 19-3-2025                                                              | Belek                                                                  | Curaçao                                                                | 0 – 2                                                                  | Kazakistan                                                             | Amichevole                                                             | -                                                                      |                                                                        |
| 10-6-2025                                                              | Oranjestad                                                             | Haiti                                                                  | 1 – 5                                                                  | Curaçao                                                                | Qual. Mondiali 2026                                                    | -                                                                      |                                                                        |
| 21-6-2025                                                              | Houston                                                                | Curaçao                                                                | 1 – 1                                                                  | Canada                                                                 | Gold Cup 2025 - 1° turno                                               | -                                                                      |                                                                        |
| 24-6-2025                                                              | San Jose                                                               | Honduras                                                               | 2 – 1                                                                  | Curaçao                                                                | Gold Cup 2025 - 1° turno                                               | -                                                                      |                                                                        |
| Totale                                                                 |                                                                        | Presenze                                                               | 13                                                                     |                                                                        | Reti                                                                   | 1                                                                      |                                                                        |

## Palmarès

### Club

#### Competizioni nazionali
- Campionato olandese: 3

PSV: 2014-2015, 2015-2016, 2017-2018
- Supercoppa dei Paesi Bassi: 1

PSV: 2016